# Das beständige Gleiten der Begierde
Das beständige Gleiten der Begierde (Originaltitel: Glissements progressifs du plaisir) ist ein französischer Film des Schriftstellers und Regisseurs Alain Robbe-Grillet aus dem Jahr 1974. Nach den Dreharbeiten wurde in Frankreich unter dem Originaltitel ein von Robbe-Grillet als Ciné-Roman bezeichnetes Buch veröffentlicht, in dem mit einem ersten Handlungsabriss, dem vom Regisseur kommentierten Drehbuch und einer detaillierten Auflistung der Einstellungen die drei wesentlichen Produktionsschritte dokumentiert sind.

## Handlung
Eine Jugendliche (Alice im Ciné-Roman) wird in einem von Nonnen geführten Gefängnis festgehalten, da sie beschuldigt wird, ihre Freundin und Mitbewohnerin Nora mit einer Schere getötet zu haben. Als sie am Tatort festgenommen wird, äußert sie sich zunächst nicht zu den sinnlos erscheinenden Fragen des Kommissars. Gegenüber dem Untersuchungsrichter behauptet sie, der Mörder sei ein unbekannter Mann, der plötzlich aufgetaucht sei und einen Schlüssel zur Wohnung besitze.
Sie verliert sich immer mehr in Phantasien, in denen Blut, Sexualität und Gewalt eine Rolle spielen. Der Untersuchungsrichter, die Nonnen und ein Priester folgen ihr darin und vernachlässigen ihre Pflichten.
Irgendwann im Verlauf der Untersuchung, der zeitliche Ablauf wird nicht ganz klar, erscheint eine Anwältin, die Nora auf seltsame Weise ähnelt und sich auch selbst nach und nach mit dem Mordopfer identifiziert.
Der Film endet etwas überraschend mit einem erneuten Auftritt des Kommissars, der erklärt, der Täter sei gefasst und geständig.

## Hintergrund
Die Jahre von 1973 bis 1976, unmittelbar vor und nach der Aufhebung der Filmzensur 1974, gelten als das goldene Zeitalter des erotischen und pornografischen Kinos in Frankreich. Es gelangten nicht nur ausländische Produktionen wie Deep Throat auf den französischen Markt, auch die französische Filmindustrie erreichte mit Erotikfilmen wie Emmanuelle und Die Geschichte der O ein großes Publikum. Das beständige Gleiten der Begierde steht in einer Reihe von Autorenfilmen wie Der letzte Tango in Paris, Der Nachtportier und Salò oder die 120 Tage von Sodom, die von dieser Entwicklung profitierten.
In der Presseinformation zum Film verweist Robbe-Grillet auf das Buch Die Hexe (La sorcière) von Jules Michelet und dessen Einfluss auf die Darstellung der weiblichen Hauptfigur. „Jung und schön, eines Verbrechens angeklagt in einer Welt, in der ein versteinertes Gesetz jede Hoffnung raubt, will sie das Joch der etablierten Ordnung brechen (die Staatsmacht, die repressive Justiz, die Kirche, die Sorbonne …), indem sie sich dem Verbotenen und Widernatürlichen zuwendet.“ (Alain Robbe-Grillet)
Ein intermedialer Bezug zur Malerei findet sich in einer aus Sicht des Regisseurs besonderes gelungenen Szene. Die nackte Hauptdarstellerin bestreicht darin ihren Körper mit roter Farbe und presst sich dann mehrfach gegen die weiße Wand, so dass sie eine Reihe von Abdrücken erzeugt, die stark an die blauen Anthropometrien von Yves Klein erinnern.

## Produktion
Der Film wurde innerhalb von sechzehn Tagen mit einem Budget von 500.000 französischen Francs realisiert. Da Jean-Louis Trintignant ohne Gage mitwirkte, wird sein Name im Vorspann nicht genannt. Aus dem geringen Budget ergaben sich einige Beschränkungen, so konnten Einstellungen grundsätzlich nur einmal gefilmt werden, auf teure Dekors verzichtete Robbe-Grillet zugunsten einer einfachen, fast perspektivlosen Raumgestaltung mit weißen Wänden. Die Kerkerszenen wurden im Donjon von Vincennes gedreht, in dem unter anderem auch der Maquis de Sade jahrelang inhaftiert war.

## Rezeption
In Italien löste der Film einen Skandal aus, der zu einem Prozess gegen den Verleiher führte. Robbe-Grillet schildert den Prozess und seinen Zeugenauftritt in seinem zweiten autobiographischen Text Angélique oder Die Verzauberung. Als Ergebnis wurden das italienische Negativ und die Kopien des Films öffentlich verbrannt.